# Saison 9 de RuPaul's Drag Race All Stars
La neuvième saison de RuPaul's Drag Race All Stars est diffusée du 17 mai 2024 au 26 juillet 2024 sur Paramount+ aux États-Unis et sur WOW Presents Plus à l'international,.
Le 21 août 2023, l'émission est renouvelée pour sa neuvième saison. Le casting est composé de huit candidates et est annoncé le 23 avril 2024.
La gagnante de la saison reçoit un an d'approvisionnement de maquillage chez Anastasia Beverly Hills et 200 000 dollars à reverser à l'association caritative de son choix.
La gagnante de la saison est Angeria Paris VanMicheals, avec Roxxxy Andrews et Vanessa Vanjie comme secondes.

## Candidates
(Les noms et âges donnés sont ceux annoncés au moment de la compétition.)
| Candidate                 | Âge | Résidence               | Saison originale | Classement original | Classement final                             | Association caritative | Somme récoltée |
| ------------------------- | --- | ----------------------- | ---------------- | ------------------- | -------------------------------------------- | ---------------------- | -------------- |
| Angeria Paris VanMicheals | 29  | Atlanta, Géorgie        | Saison 14        | 3e/4e/5e place      | Gagnante                                     | NBJC                   | 231 500 $      |
| Roxxxy Andrews            | 39  | Orlando, Floride        | Saison 5         | Seconde             | Secondes                                     | Miracle of Love        | 64 000 $       |
| Vanessa Vanjie            | 31  | Los Angeles, Californie | Saison 10        | 14e place           | Secondes                                     | ASPCA                  | 31 500 $       |
| Gottmik                   | 26  | Los Angeles, Californie | Saison 13        | 3e/4e place         | 4e place 5e place 6e place 7e place 8e place | Trans Lifeline         | 29 000 $       |
| Jorgeous                  | 23  | Los Angeles, Californie | Saison 14        | 6e/7e place         | 4e place 5e place 6e place 7e place 8e place | NAMI                   | 14 000 $       |
| Nina West                 | 44  | Columbus, Ohio          | Saison 11        | 6e place            | 4e place 5e place 6e place 7e place 8e place | The Trevor Project     | 11 500 $       |
| Plastique Tiara           | 26  | Dallas, Texas           | Saison 11        | 8e place            | 4e place 5e place 6e place 7e place 8e place | TAAF                   | 6 500 $        |
| Shannel                   | 44  | Las Vegas, Nevada       | Saison 1         | 4e place            | 4e place 5e place 6e place 7e place 8e place | ADAA                   | 11 500 $       |

## Progression des candidates
|                           | Badges | Épisode | Épisode | Épisode | Épisode | Épisode | Épisode | Épisode | Épisode | Épisode | Épisode | Épisode | Épisode  |
| 1                         | Badges | 2       | 3       | 4       | 5       | 6       | 7       | 8       | 9       | 10      | 12      | 12      |          |
| ------------------------- | ------ | ------- | ------- | ------- | ------- | ------- | ------- | ------- | ------- | ------- | ------- | ------- | -------- |
| Angeria Paris VanMicheals | 6      | WIN     | CUT     | SAFE    | CUT     | SAFE    | WIN     | WIN     | CUT     | SAFE    | SAFE    | WIN     | GAGNANTE |
| Roxxxy Andrews            | 5      | CUT     | SAFE    | SAFE    | WIN     | WIN     | CUT     | SAFE    | WIN     | SAFE    | WIN     | SAFE    | SECONDE  |
| Vanessa Vanjie            | 5      | SAFE    | SAFE    | SAFE    | WIN     | SAFE    | SAFE    | SAFE    | SAFE    | SAFE    | SAFE    | WIN     | SECONDE  |
| Gottmik                   | 2      | SAFE    | WIN     | WIN     | SAFE    | CUT     | SAFE    | CUT     | SAFE    | SAFE    | SAFE    | SAFE    | ÉLIMINÉE |
| Jorgeous                  | 4      | WIN     | SAFE    | CUT     | SAFE    | SAFE    | SAFE    | SAFE    | SAFE    | WIN     | SAFE    | SAFE    | ÉLIMINÉE |
| Nina West                 | 4      | SAFE    | SAFE    | WIN     | SAFE    | SAFE    | SAFE    | WIN     | SAFE    | SAFE    | SAFE    | DD      | ÉLIMINÉE |
| Plastique Tiara           | 4      | SAFE    | WIN     | SAFE    | SAFE    | WIN     | WIN     | SAFE    | WIN     | SAFE    | SAFE    | SAFE    | ÉLIMINÉE |
| Shannel                   | 3      | SAFE    | SAFE    | SAFE    | SAFE    | SAFE    | SAFE    | SAFE    | SAFE    | WIN     | WIN     | SAFE    | ÉLIMINÉE |

 La candidate a gagné la saison.
 La candidate a fini seconde.
 La candidate a été éliminée.
 La candidate a reçu le Double Diamond de la part de ses candidates rivales et a doublé son nombre de points.
 La candidate a gagné le maxi défi et a gagné le lip-sync.
 La candidate a gagné le maxi défi mais a perdu le lip-sync.
 La candidate a été déclarée sauve.
 La candidate a été bloquée et ne peut pas recevoir de badge l'épisode suivant.

## Lip-syncs
| Épisode | Candidate                                                       | vs.                                                             | Candidate                                                       | Chanson                               | Artiste                | Gagnante                      | Candidate bloquée         |
| ------- | --------------------------------------------------------------- | --------------------------------------------------------------- | --------------------------------------------------------------- | ------------------------------------- | ---------------------- | ----------------------------- | ------------------------- |
| 1       | Angeria Paris VanMicheals                                       | vs.                                                             | Jorgeous                                                        | Million Dollar Bill                   | Whitney Houston        | Angeria Paris VanMicheals     | Roxxxy Andrews            |
| 2       | Gottmik                                                         | vs.                                                             | Plastique Tiara                                                 | Jump in the Line                      | Harry Belafonte        | Gottmik                       | Angeria Paris VanMicheals |
| 3       | Gottmik                                                         | vs.                                                             | Nina West                                                       | Banana                                | Anitta                 | Gottmik                       | Jorgeous                  |
| 4       | Roxxxy Andrews                                                  | vs.                                                             | Vanessa Vanjie                                                  | Black Cat                             | Janet Jackson          | Roxxxy Andrews Vanessa Vanjie | Angeria Paris VanMicheals |
| 5       | Plastique Tiara                                                 | vs.                                                             | Roxxxy Andrews                                                  | Super Freaky Girl                     | Nicki Minaj            | Roxxxy Andrews                | Gottmik                   |
| 6       | Angeria Paris VanMicheals                                       | vs.                                                             | Plastique Tiara                                                 | Be My Lover                           | La Bouche              | Angeria Paris VanMicheals     | Roxxxy Andrews            |
| 7       | Angeria Paris VanMicheals                                       | vs.                                                             | Nina West                                                       | Lovergirl                             | Teena Marie            | Angeria Paris VanMicheals     | Gottmik                   |
| 8       | Plastique Tiara                                                 | vs.                                                             | Roxxxy Andrews                                                  | No One Gets the Prize                 | Diana Ross             | Roxxxy Andrews                | Angeria Paris VanMicheals |
| 9       | Jorgeous                                                        | vs.                                                             | Shannel                                                         | Love Come Home                        | Kristine W             | Jorgeous Shannel              | Aucune                    |
| Épisode | Candidate                                                       | vs.                                                             | Candidate                                                       | Chanson                               | Artiste                | Gagnante                      | Gagnante                  |
| 10      | Angeria Paris VanMicheals                                       | vs.                                                             | Gottmik                                                         | My Lovin' (You're Never Gonna Get It) | En Vogue               | Angeria Paris VanMicheals     | Angeria Paris VanMicheals |
| 10      | Plastique Tiara                                                 | vs.                                                             | Vanessa Vanjie                                                  | When I Grow Up                        | The Pussycat Dolls     | Vanessa Vanjie                | Vanessa Vanjie            |
| 10      | Nina West                                                       | vs.                                                             | Shannel                                                         | You Spin Me Round (Like a Record)     | Dead or Alive          | Shannel                       | Shannel                   |
| 10      | Jorgeous                                                        | vs.                                                             | Roxxxy Andrews                                                  | Holding Out for a Hero                | Bonnie Tyler           | Roxxxy Andrews                | Roxxxy Andrews            |
| 10      | Shannel                                                         | vs.                                                             | Vanessa Vanjie                                                  | I'm Every Woman                       | Chaka Khan             | Shannel                       | Shannel                   |
| 10      | Angeria Paris VanMicheals                                       | vs.                                                             | Roxxxy Andrews                                                  | Groove Is in the Heart                | Deee-Lite              | Roxxxy Andrews                | Roxxxy Andrews            |
| 10      | Roxxxy Andrews                                                  | vs.                                                             | Shannel                                                         | Break Free                            | Ariana Grande ft. Zedd | Roxxxy Andrews                | Roxxxy Andrews            |
| 12      | Angeria Paris VanMicheals vs. Roxxxy Andrews vs. Vanessa Vanjie | Angeria Paris VanMicheals vs. Roxxxy Andrews vs. Vanessa Vanjie | Angeria Paris VanMicheals vs. Roxxxy Andrews vs. Vanessa Vanjie | Rhythm Nation                         | Janet Jackson          | Angeria Paris VanMicheals     | Angeria Paris VanMicheals |

 La candidate a été bloquée pour la première fois.
 La candidate a été bloquée pour la deuxième fois.
 La candidate a été bloquée pour la troisième fois.
 La candidate a avancé dans le Lip-Sync LaLaPaRuza Smackdown.
 La candidate a remporté le Lip-Sync LaLaPaRuza Smackdown.
 La candidate a remporté le lip-sync et la saison.

## Juges invités
La liste des invités de la neuvième saison de RuPaul's Drag Race All Stars est dévoilée le 1er mai 2024. Cités par ordre d'apparition :
- Keke Palmer, actrice américaine ;
- Stephanie Hsu, actrice américaine ;
- Anitta, chanteuse et actrice brésilienne ;
- Brothers Osborne, groupe de musique américain ;
- Alec Mapa, acteur américain ;
- Ruta Lee, actrice canadienne ;
- Colton Haynes, acteur américain ;
- Jeremy Scott, styliste américain ;
- Kristine W, chanteuse américaine ;
- Connie Britton, actrice américaine.

### Invités spéciaux
Certains invités apparaissent lors des épisodes, mais ne font pas partie du panel des jurés.
Épisode 3
- Monét X Change, drag queen américaine ;
- Raven, drag queen américaine ;
- Terrence Meck, entrepreneur américain.

Épisode 5
- Les Télétubbies ;
- Tracy Tutor, agente immobilière américaine.

Épisode 6
- Bob the Drag Queen, drag queen américaine.

Épisode 9
- David Steinberg, compositeur américain ;
- Miguel Zárate, chorégraphe américain.

Épisode 12
- Cheyenne Jackson, acteur américain ;
- Jamal Sims, chorégraphe américain ;
- Jimbo, drag queen canadienne ;
- Kamala Harris, femme politique américaine ;
- Kylie Sonique Love, drag queen américaine ;
- Lance Bass, acteur américain ;
- Leslie Jones, actrice américaine.

## Épisodes
| Candidate       | Angeria Paris VanMicheals | Gottmik      | Jorgeous      | Nina West      | Plastique Tiara | Roxxxy Andrews | Shannel | Vanessa Vanjie   |
| Artiste peintre | Piet Mondrian             | Edvard Munch | Pablo Picasso | Tom of Finland | Yayoi Kusama    | Salvador Dalí  | Hokusai | Vincent van Gogh |

| Candidate  | Angeria Paris VanMicheals | Gottmik | Jorgeous       | Nina West | Plastique Tiara | Roxxxy Andrews | Shannel  | Vanessa Vanjie |
| Personnage | Marla Gibbs               | Pal     | John Leguizamo | Liberace  | Ali Wong        | Tasha Salad    | Liberace | Cléopâtre VII  |

| Groupe    | The Pussycat Hoses        | The Pussycat Hoses | The Hose Draggers | The Hose Draggers | Meow Meow Mixxx | Meow Meow Mixxx | The Hoezes     | The Hoezes     |
| --------- | ------------------------- | ------------------ | ----------------- | ----------------- | --------------- | --------------- | -------------- | -------------- |
| Candidate | Angeria Paris VanMicheals | Shannel            | Gottmik           | Nina West         | Jorgeous        | Plastique Tiara | Roxxxy Andrews | Vanessa Vanjie |

| Groupe    | Salem, Massachusetts | Salem, Massachusetts | Tumbleweed, Texas | Tumbleweed, Texas | Frosty Bits, Alaska | Frosty Bits, Alaska | Gator Glades, Floride     | Gator Glades, Floride |
| --------- | -------------------- | -------------------- | ----------------- | ----------------- | ------------------- | ------------------- | ------------------------- | --------------------- |
| Candidate | Nina West            | Shannel              | Plastique Tiara   | Roxxxy Andrews    | Gottmik             | Jorgeous            | Angeria Paris VanMicheals | Vanessa Vanjie        |

| Candidate | Angeria Paris VanMicheals  | Gottmik            | Jorgeous                | Nina West             | Plastique Tiara | Roxxxy Andrews | Shannel          | Vanessa Vanjie |
| Film      | Le Roman de Mildred Pierce | Le miroir se brisa | Les Garçons de la bande | La Vallée des poupées | Ève             | Dynastie       | Maman très chère | Showgirls      |

| Candidate | Angeria Paris VanMicheals | Gottmik                              | Jorgeous         | Nina West     | Plastique Tiara | Roxxxy Andrews | Shannel                 | Vanessa Vanjie |
| Chanson   | Cake and Candy            | New Friends Silver, Old Friends Gold | I Bring the Beat | Cha Cha Bitch | Star Baby       | Lady Cowboy    | Hey Sis, It's Christmas | Kitty Girl     |

| Candidate | Angeria Paris VanMicheals | Gottmik          | Jorgeous | Nina West | Plastique Tiara | Roxxxy Andrews     | Shannel   | Vanessa Vanjie |
| Talent    | Lip-sync                  | Lip-sync Guitare | Lip-sync | Lip-sync  | Lip-sync        | Lip-sync Burlesque | Jonglerie | Lip-sync       |